# Corazón de melón (videojuego)
Corazón de melón (en francés: Amour sucré), es un videojuego otome diseñado y publicado por Beemoov, creado por Stéphanie Sala, más conocida como Chinomiko. El jugador controla a Sucrette, la protagonista del juego, quien llega a una nueva ciudad donde conoce a gente nueva. El juego está disponible desde marzo de 2011 a través del navegador y finalizó el 24 de abril de 2018. El juego cuenta con cuarenta episodios y dos secuelas tituladas Corazón de melón: en la universidad que llegó a su fin el 8 de enero de 2020 y Corazón de melón: en el amor, que finalizó el 9 de noviembre de 2021. También está disponible para iOS y Android desde diciembre de 2012.

## Sinopsis
Sucrette se muda a un pueblo junto al mar y se une al instituto Sweet Amoris, donde conoce a nuevos compañeros y maestros. Entre ellos, conocerá a varios chicos en particular con diferente físico y gustos: Castiel, Nathaniel, Lysandro, Kentin y Armin. Por lo tanto, la joven tendrá que encontrar su lugar en esta nueva escuela y averiguar más sobre estos chicos famosos. Descubrirá que la vida en la secundaria es más agitada de lo que parece y conocerá a multitud de personajes durante su aventura.
En la versión Campus Life, Sucrette, ahora una universitaria, regresa cuatro años después de graduarse de la secundaria para obtener su título. Se reunirá con viejos conocidos, pero también hará nuevos amigos y conocerá nuevos amores potenciales: Rayan, Nathaniel, Castiel, Hyun y Priya.
La versión Love Life es una secuela directa de Campus Life con los mismos personajes. Las relaciones de Sucrette ya están establecidas de acuerdo con las elecciones en la entrega anterior y los jugadores siguen una única ruta elegida entre las cinco de la segunda temporada.

## Sistema de juego
Corazón de melón es un juego interactivo cuyo escenario se adapta a las decisiones que tome el jugador a través de diálogos de opción múltiple y donde se pide al jugador que elija entre las respuestas ofrecidas. La historia se desarrolla con una narración y diálogos que se muestran en la parte inferior de la pantalla. 
El jugador debe caminar por el lugar para desbloquear encuentros y, por lo tanto, diálogos, así como completar los objetivos para completar un episodio. Para evolucionar en la historia, está presente un sistema de puntos de acción (PA). Es necesario tener puntos para avanzar en el juego porque cada diálogo tiene un costo de 2 PA. Antiguamente, se usaban para cambiar de ubicación.
El objetivo del juego es que el jugador se relacione con su personaje favorito. Para ello, debe adaptar sus respuestas según el personaje al que se enfrente. Un indicador de aprecio, llamado lovómetro, determina si el jugador ha tomado la decisión correcta. Con cada respuesta correcta, el indicador aumenta y con cada respuesta incorrecta disminuye. Cuanto más completo sea el mismo, mayor será la afinidad que tenga con el personaje en cuestión. El lovómetro está disponible para todos los personajes encontrados durante el juego, chicos y chicas.
En cada episodio, se le pide al jugador que elija un atuendo adecuado para ciertos eventos, pero también para el chico elegido. Al combinar las respuestas correctas y el atuendo adecuado, es posible desbloquear una ilustración al final del episodio. Las ilustraciones se pueden ver en cualquier momento y es habitual recopilarlas.
Los atuendos obtenidos durante los episodios se pueden usar en el avatar del jugador para personalizarlo completamente.

## Desarrollo
Corazón de melón es desarrollado por Beemoov, un estudio independiente ubicado en Nantes. El fue diseñado y dirigido por ChinoMiko —quien también creó Eldarya—. El objetivo de este juego era ofrecer un juego otome diferente a los distribuidos en Asia y adaptado al mercado occidental. Esta meta fue un éxito, pues a los pocos meses de su lanzamiento el juego contaba con más de 500 000 jugadores.
En mayo de 2012, el juego superó los 2 millones de jugadores en Francia y luego se lanzó internacionalmente.

## Episodios
Desde el inicio de  En la universidad, el equipo de Beemoov ha seguido el ritmo de un episodio por mes. Por lo general, se publica el primer miércoles del mes, excepto en casos excepcionales —por ejemplo, después de eventos como Halloween y Navidad, el lanzamiento generalmente se pospone hasta el segundo miércoles del mes—.

### Corazón de melón: en el instituto
| Episodio | Título                                 | Fecha de lanzamiento     |
| -------- | -------------------------------------- | ------------------------ |
| 1        | Un instituto nuevo                     | 26 de enero de 2011      |
| 2        | Clubs del instituto                    | 4 de febrero de 2011     |
| 3        | ¡Se ha perdido un perro!               | 2 de marzo de 2011       |
| 4        | Un fantasma en el instituto            | 30 de marzo de 2011      |
| 5        | Sherlock Love                          | 5 de mayo de 2011        |
| 6        | Cupido está en huelga                  | 17 de junio de 2011      |
| 7        | Fiesta de pijamas                      | 19 de julio de 2011      |
| 8        | Época de exámenes                      | 26 de agosto de 2011     |
| 9        | Los pies en el agua                    | 7 de octubre de 2011     |
| 10       | La vuelta a clases es agitada          | 24 de noviembre de 2011  |
| 11       | La carrera de orientación              | 10 de febrero de 2012    |
| 12       | ¡Todo el mundo quiere saber!           | 28 de febrero de 2012    |
| 13       | ¡Sube el sonido! 1ª Parte              | 13 de junio de 2012      |
| 14       | ¡Sube el sonido! 2ª Parte              | 2 de julio de 2012       |
| 15       | Un salto en el tiempo                  | 10 de septiembre de 2012 |
| 16       | Una máscara perfecta                   | 5 de diciembre de 2012   |
| 17       | Desenmascarada                         | 21 de febrero de 2013    |
| 18       | SOS Conejos                            | 7 de mayo de 2013        |
| 19       | Encuentros inesperados                 | 3 de julio de 2013       |
| 20       | Acto 1 - Entre bastidores              | 9 de octubre de 2013     |
| 21       | Acto 2 - ¡A escena!                    | 16 de marzo de 2014      |
| 22       | Acto 3 - La búsqueda del tesoro        | 11 de junio de 2014      |
| 23       | La casa de los secretos                | 10 de diciembre de 2014  |
| 24       | Bolitas de pelo                        | 9 de febrero de 2015     |
| 25       | Reacciones químicas                    | 13 de abril de 2015      |
| 26       | Picnic en el parque                    | 17 de junio de 2015      |
| 27       | Montaña rusa emocional                 | 27 de agosto de 2015     |
| 28       | Una cena no tan perfecta               | 18 de noviembre de 2015  |
| 29       | Amor al arte                           | 23 de febrero de 2016    |
| 30       | Amor al arte - 2ª parte                | 28 de abril de 2016      |
| 31       | Estado de emergencia                   | 5 de julio de 2016       |
| 32       | Para vivir felices, vivamos escondidos | 13 de octubre de 2016    |
| 33       | El fruto del azar                      | 19 de diciembre de 2016  |
| 34       | Mensajes inquietantes                  | 28 de febrero de 2017    |
| 35       | Investigación en la red                | 9 de mayo de 2017        |
| 36       | El precio de la verdad                 | 11 de julio de 2017      |
| 37       | Bajo influencias                       | 21 de septiembre de 2017 |
| 38       | El peso del pasado                     | 5 de diciembre de 2017   |
| 39       | El resultado de los exámenes           | 6 de febrero de 2018     |
| 40       | Vive y deja vivir                      | 24 de abril de 2018      |

### Corazón de melón: en la universidad
| Episodio | Título                   | Fecha de lanzamiento    |
| -------- | ------------------------ | ----------------------- |
| 1        | Reencuentros             | 6 de junio de 2018      |
| 2        | Primeros días de clase   | 6 de junio de 2018      |
| 3        | Operación cupido         | 4 de julio de 2018      |
| 4        | Crowstorm                | 1 de agosto de 2018     |
| 5        | Café sorpresa            | 5 de septiembre de 2018 |
| 6        | Secretos y confidencias  | 3 de octubre de 2018    |
| 7        | Ola de emociones         | 4 de diciembre de 2018  |
| 8        | Bajo presión             | 4 de diciembre de 2018  |
| 9        | ¡Una noche de locura!    | 9 de enero de 2019      |
| 10       | Primera cita             | 6 de marzo de 2019      |
| 11       | Incertidumbre            | 3 de abril de 2019      |
| 12       | Desconexión              | 6 de mayo de 2019       |
| 13       | Volviendo a conectar     | 5 de junio de 2019      |
| 14       | Puesta del sol           | 3 de julio de 2019      |
| 15       | Noria emocional          | 7 de agosto de 2019     |
| 16       | En tus brazos            | 4 de septiembre de 2019 |
| 17       | Última línea recta       | 2 de octubre de 2019    |
| 18       | Presentaciones oficiales | 6 de noviembre de 2019  |
| 19       | Retrospectiva            | 4 de diciembre de 2019  |
| 20       | Un nuevo comienzo        | 8 de enero de 2020      |

### Corazón de melón: en el amor
| Episodio | Título                       | Fecha de lanzamiento    |
| -------- | ---------------------------- | ----------------------- |
| 1        | Arte y amor                  | 4 de marzo de 2020      |
| 2        | El gran día                  | 4 de marzo de 2020      |
| 3        | Malas vibraciones            | 1 de abril de 2020      |
| 4        | ¡Piensa!                     | 6 de mayo de 2020       |
| 5        | Los amigos antes que el arte | 3 de junio de 2020      |
| 6        | Pánico a bordo               | 1 de julio de 2020      |
| 7        | Krakin'news                  | 12 de agosto de 2020    |
| 8        | Serendipia                   | 9 de septiembre de 2020 |
| 9        | Revelaciones                 | 7 de noviembre de 2020  |
| 10       | Imprevisto de última hora    | 2 de diciembre de 2020  |
| 11       | Segunda oportunidad          | 2 de diciembre de 2020  |
| 12       | Crisálidas                   | 6 de enero de 2021      |
| 13       | Dilemas                      | 3 de febrero de 2021    |
| 14       | Caminos cruzados             | 3 de marzo de 2021      |
| 15       | Un último café, para llevar  | 14 de abril de 2021     |
| 16       | ¡Acepto!                     | 9 de noviembre de 2021  |
| 17       | Una luna de miel salvaje     | 6 de julio de 2023      |

## Manga
Una adaptación a manga se publicó con una historia que se desarrolla en cinco volúmenes. Los libros usan el mismo sistema que el juego con diferentes arcos dependiendo de las elecciones hechas por el lector.
La historia retoma a los personajes principales del juego y un nuevo personaje.

### Lista de volúmenes
- Corazón de melón 01: el SMS misterioso. ISBN 9788494263705.[8]
- Corazón de melón 02: Speed Camping. ISBN 9788494263729.[9]
- Corazón de melón 03: la máscara de los recuerdos. ISBN 978-84-943918-0-4.[10]
- Corazón de melón 04: plan de vuelo. ISBN 978-84-943918-1-1.[11]
- Corazón de melón 05: el viaje de las respuestas. ISBN 978-84-943918-4-2.[12]